# Anders Halland Johannessen
Anders Halland Johannessen (Drøbak, 23 agosto 1999) è un ciclista su strada, mountain biker e ciclocrossista norvegese che corre per l'Uno-X Mobility; è professionista dal 2022.

## Biografia
Ha un fratello gemello, Tobias, anch'egli ciclista.

## Palmarès

### Strada
- 2021 (Uno-X Dare Development Team, una vittoria)

6ª tappa Tour de l'Avenir (Champagnole > Septmoncel)
- 2025 (Uno-X Mobility, una vittoria)

Classifica generale Giro di Slovenia

### Mountain bike
- 2017

Soon Bike Day, Cross country Junior (Son)
- 2019

Lillehammer MTB International, Cross country (Lillehammer)

## Piazzamenti

### Grandi Giri
- Tour de France

2025: 76º

### Classiche monumento
- Milano-Sanremo

2025: 117º
- Liegi-Bastogne-Liegi

2022: 114º
2023: ritirato
2025: 116º
- Giro di Lombardia

2024: 118º

### Competizioni mondiali
- Campionati del mondo di mountain bike

Mont-Sainte-Anne 2019 - Cross country Under-23: 44º
- Campionati del mondo su strada

Fiandre 2021 - In linea Under-23: 61º

### Competizioni europee
- Campionati europei di mountain bike

Darfo Boario Terme 2017 - Cross country Junior: 35º
Brno 2019 - Cross country Under-23: 13º
- Campionati europei di ciclocross

Rosmalen 2018 - Under-23: 31º
- Campionati europei su strada

Trento 2021 - In linea Under-23: ritirato